# Nacionalni park Cilento i Vallo di Diano
Nacionalni park Cilento i Vallo di Diano (talijanski : Parco Nazionale del Cilento e Vallo di Diano, skr. PNCV) je talijanski nacionalni park, osnovan 1991. god., koji se nalazi u regiji Salerno (pokrajina Kampanija), a uključuje veliku zemljopisnu cjelinu Cilento i Vallo di Diano sa svim općinama, cilentansku obalu i njenu središnju šumu Pruno. Uprava parka se nalazi u Vallo della Luciana na trgu Santa Caterina br. 8.

## Administrativna podjela
Općine koje se nalaze u parku su: Agropoli, Aquara, Ascea, Auletta, Bellosguardo, Buonabitacolo, Camerota, Campora, Cannalonga, Capaccio-Paestum, Casalbuono, Casal Velino, Casaletto Spartano, Caselle in Pittari, Castel San Lorenzo, Castelcivita, Castellabate, Castelnuovo Cilento, Celle di Bulgheria, Centola, Ceraso, Cicerale, Controne, Corleto Monforte, Cuccaro Vetere, Felitto, Futani, Gioi, Giungano, Laureana Cilento, Laurino, Laurito, Lustra, Magliano Vetere, Moio della Civitella, Montano Antilia, Montecorice, Monteforte Cilento, Monte San Giacomo, Montesano sulla Marcellana, Morigerati, Novi Velia, Omignano, Orria, Ottati, Perdifumo, Perito, Petina, Piaggine, Pisciotta, Polla, Pollica, Postiglione, Roccadaspide, Roccagloriosa, Rofrano, Roscigno, Sacco, Salento, San Giovanni a Piro, San Mauro Cilento, San Mauro la Bruca, San Pietro al Tanagro, San Rufo, Santa Marina, Sant'Angelo a Fasanella, Sant'Arsenio, Sanza, Sassano, Serramezzana, Sessa Cilento, Sicignano degli Alburni, Stella Cilento, Stio, Teggiano, Torre Orsaia, Tortorella, Trentinara, Valle dell'Angelo i Vallo della Lucania.

## Povijest
Park je službeno osnovan 6. prosinca 1991. god. u zaštitu područja Cliento od rastuće bespravne izgradnje i masovnog turizma. God. 1998. upisan je na UNESCOv popis mjesta svjetske baštine u Europi, zajedno s drevnim grčkim gradovima Paestum i Velia, kao i sa samostanom u Paduli. Ostali parkovi prirode koji se nalaze u području parka su "Park prirode Foce Sele-Tanagro" (sa šumom Persano) i "Pomorski rezervat Punta Licosa" u općini Castellabate. Od zanimljivih lokacija ističu se "Spartakove špilje" (Castelcivita) i "Špilje u Pertosi".

## Galerija
- Marina di Camerota u parku Cilento
- Tisućljetno stablo masline u Ascei
- Park kod Canalonga
- Endemska Primula palinuri, simbol nacionalnog parka, ispred zaljeva Camerota
- Posejdonov hram u Paestumu

## Vanjske poveznice
- (tal.) Službena stranica parka  Arhivirana inačica izvorne stranice od 22. srpnja 2012. (Wayback Machine)